# Railpower
R. J. Corman Railpower war ein kanadisches und amerikanisches Unternehmen zur Entwicklung und Produktion abgasarmer Lokomotiven mit Sitz in Erie im US-Bundesstaat Pennsylvania. Das Unternehmen gehörte seit 2009 zur R. J. Corman Railroad Group.

## Geschichte
1995 gründen Frank Donnelly und Gerard Koldyk in Vancouver die RailPower Technologies Inc., um die von Donnelly entwickelten Patente für abgasarmen Lokomotivantrieb (Flüssigerdgas und Hybridmotoren) umzusetzen. Durch die Fusion mit Envirotrain Capital Corporation von Gerard Koldyk wurde das Unternehmen am 30. Juni 2001 zur Railpower Technologies Corporation umgewandelt. Im gleichen Jahr wurde der erste Prototyp der „Green Goat“-Hybridlokomotiven fertiggestellt. Zur Finanzierung des Unternehmens wurden in den folgenden Jahren mehrfach Aktien ausgegeben. Ab 2003 erwarb das Risikokapital-Unternehmen Richardson Ventures Inc. Anteile am Unternehmen. In der Folge wurde auch das Management des Unternehmens komplett ersetzt. 
2004 gründete das Unternehmen mit der Railpower Hybrid Technologies Corporation in Erie eine Tochtergesellschaft in den Vereinigten Staaten. 2006 stellte man als weitere Produktionslinie Lokomotiven mit abgasreduzierten Genset-Dieselmotoren vor. Mit diesen Fahrzeugen wurde die erfolgreichste Bauserie geschaffen. Dies auch deshalb, weil es bei den bis Anfang 2006 hergestellten Hybridmodellen zu Bränden kam. Mitte 2007 erfolgte deshalb ein Rückruf der Lokomotiven, um diese zu überprüfen und auf den technologisch neuesten Stand zu bringen. Der Hybridantrieb wurde anschließend auch als Energieerzeuger für Portalkrane modifiziert worden.
Anfang Februar 2009 wurde in Kanada und in den Vereinigten Staaten Konkursverwaltung für das Unternehmen beantragt und Anfang Mai erwarb R. J. Corman Railroad Group das Anlagevermögen.
Am 8. Januar 2020 gab die R.-J.-Corman-Gruppe bekannt, dass die Produktion des bis dato als R. J. Corman Railpower Locomotives geführten Unternehmens zum 29. Februar 2020 eingestellt wird.
Am 7. Februar 2025 wurde bekanntgegeben, dass die Sierra Northern Railroad, eine Tochtergesellschaft der Sierra Railroad, das Anlagevermögen von Railpower erwirbt. Geplant ist der Bau der von wasserstoffbetriebenen Lokomotiven.

## Fahrzeugproduktion

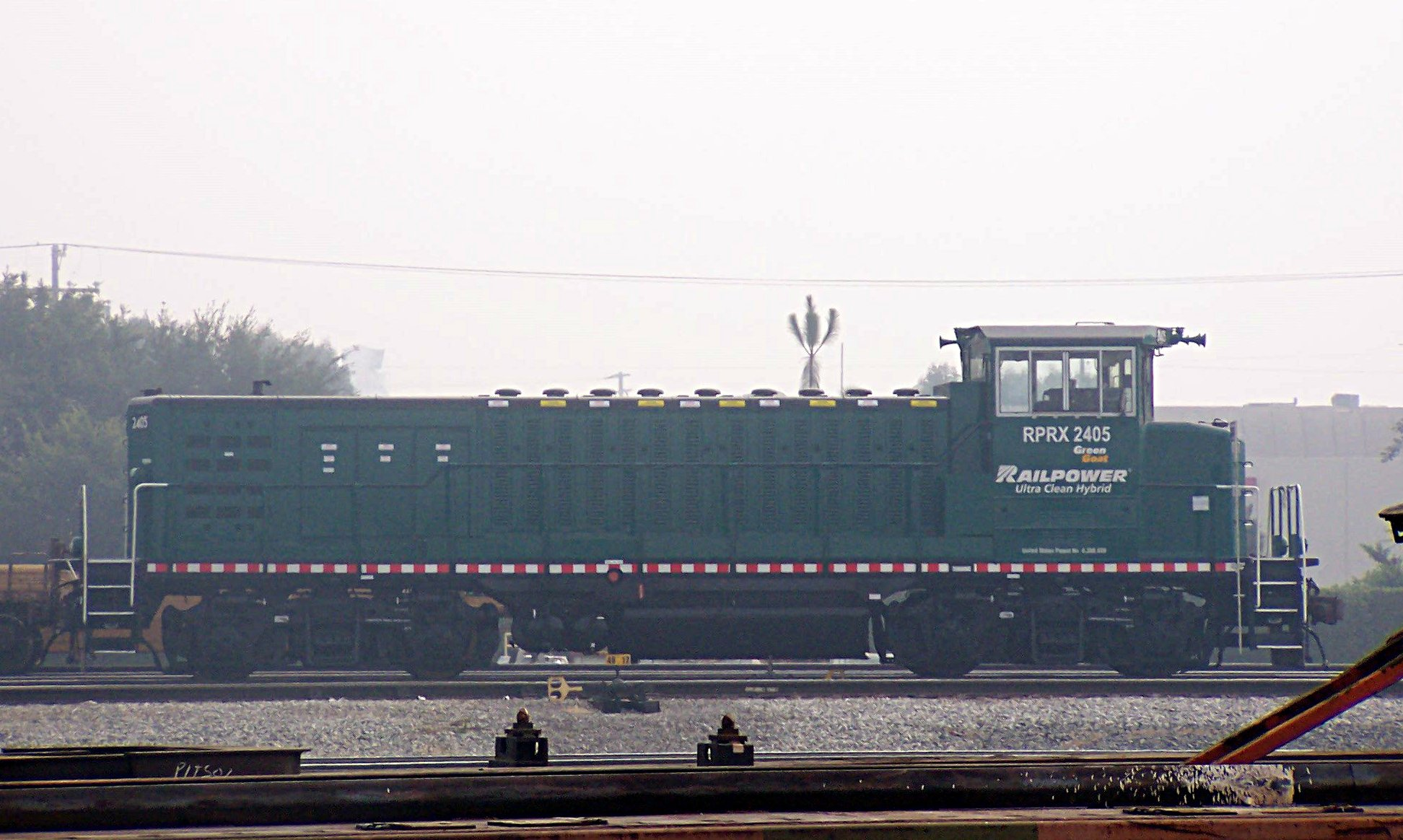
„Green Goat“-Hybridlokomotive

Bis Mitte August 2007 wurden 172 Lokomotiven gefertigt. Da Railpower keine eigenen Werkstätten besaß, wurden die Produktionsaufträge an andere Unternehmen vergeben. So wurden Lokomotiven (nach der Lieferung von entsprechenden Bausätzen) bei Alstom in Calgary, bei Canadian Allied Diesel in Montreal, bei Super Steel in Schenectady sowie in den Werkstätten von Norfolk Southern Railway und Railserve gefertigt.
Die Lokomotiven sind keine kompletten Neuaufbauten. Für die Fahrzeuge nutzte man die aufgearbeiteten Rahmen von Lokomotiven der EMD-GP-Reihen oder der vergleichbaren GE-Produkte. Darauf wurden dann die Antriebseinheit und die neugefertigte Motorverkleidung sowie das Führerhaus gesetzt.

## Übersicht über die hergestellten Fahrzeuge
| Bezeichnung | Achsfolge | Leistung | Baujahre  | Stückzahl | Bemerkung                                            |
| ----------- | --------- | -------- | --------- | --------- | ---------------------------------------------------- |
| RP GGS2000D | Bo'Bo'    | 1470 kW  | 2001      | 1         | „Green Goat“-Prototyp                                |
| RP GG10B    | Bo'Bo'    | 735 kW   | 2005–2006 | 6         | „Green Goat“                                         |
| RP GG20B    | Bo'Bo'    | 1470 kW  | 2004–2006 | 55        | „Green Goat“                                         |
| RP GK10B    | Bo'Bo'    | 1000 kW  | 2003–2006 | 4         | „Green Kid“                                          |
| RP RP14BD   | Bo'Bo'    | 1030 kW  | 2008–2009 | 5         | 2 Genset-Motoren, EMD-SW1500-Basis                   |
| RP RP20BD   | Bo'Bo'    | 2000 kW  | 2006–     | 118       | 3 Genset-Motoren                                     |
| RP RP20CD   | Co'Co'    | 2000 kW  | 2007–     | 11        | 3 Genset-Motoren                                     |
| RP RP20BH   | Bo'Bo'    | 2000 kW  | 2007      | 1         | Hybridantrieb mit 2 Genset-Motoren und Batteriepaket |